# Serginho (football, 1974)
Pour les articles homonymes, voir Serginho.
Paulo Sérgio Oliveira da Silva, dit Serginho, est un footballeur brésilien né le 19 octobre 1974 et décédé le 27 octobre 2004.

## Biographie
Serginho évolue au poste de défenseur. Il découvre la première division brésilienne avec l'AD São Caetano lors de l'année 2001. 
Le 27 octobre 2004, lors d'un match contre le São Paulo FC, à la 60e minute de jeu, il s'effondre à la suite d'un arrêt cardiaque et en décède. Une autopsie révèle que le cœur de Serginho est malade et pèse 600 grammes, soit deux fois le poids normal.
Sa mort soudaine incite à revoir les contrôles médicaux et d'assistance au Brésil. Par ailleurs, le club de São Caetano se voit retirer 24 points de pénalité pour avoir fait jouer Serginho alors que les dirigeants étaient au courant de ses problèmes cardiaques.

## Palmarès
- Vice-champion du Brésil en 2000 et 2001 avec le São Caetano
- Finaliste de la Copa Libertadores en 2002 avec le São Caetano
- Champion de l'État de São Paulo en 2004 avec le São Caetano